# Liste der Stolpersteine im Kölner Stadtteil Marienburg
Die Liste der Stolpersteine im Kölner Stadtteil Marienburg führt die vom Künstler Gunter Demnig verlegten Stolpersteine im Kölner Stadtteil Marienburg auf.
Die Liste der Stolpersteine beruht auf den Daten und Recherchen des NS-Dokumentationszentrums der Stadt Köln, zum Teil ergänzt um Informationen und Anmerkungen aus Wikipedia-Artikeln und externen Quellen. Ziel des Kunstprojektes ist es, biografische Details zu den Personen, die ihren (letzten) freiwillig gewählten Wohnsitz in Köln hatten, zu dokumentieren, um damit ihr Andenken zu bewahren.
Anmerkung: Vielfach ist es jedoch nicht mehr möglich, eine lückenlose Darstellung ihres Lebens und ihres Leidensweges nachzuvollziehen. Insbesondere die Umstände ihres Todes können vielfach nicht mehr recherchiert werden. Offizielle Todesfallanzeigen aus den Ghettos, Haft-, Krankenanstalten sowie den Konzentrationslagern können oft Angaben enthalten, die die wahren Umstände des Todes verschleiern, werden aber unter der Beachtung dieses Umstandes mitdokumentiert.
| Bild | Name sowie Details zur Inschrift | Adresse                         | Zusätzliche Informationen |
| --- | --- | ------------------------------- | --- |
| Stolperstein für Johanna Auerbach (Parkstraße 10) | Hier wohnte Johanna Auerbach, geb. Rothschild (Jahrgang 1873) Flucht Holland Deportiert Bergen-Belsen Ermordet                                                           | Parkstr. 10 (Standort)          | Der Stolperstein erinnert an Johanna Selma Auerbach (geb. Rothschild), geboren am 2. April 1873 in Köln. Johanna Selma Auerbach war die Frau des Kölner Justizrates Selmar Auerbach. Das Ehepaar hatte zwei Töchter. Die Anwaltspraxis ihres Mannes befand sich seit 1917 in der Villa Parkstraße 10, die 1914 von dem Architekten Paul Pott erbaut wurde. Da Selmar Auerbach bereits vor 1914 seine Ernennung zum Anwalt erhalten hatte, blieb ihm auch nach 1933 die Zulassung erhalten. Er erkrankte im Frühjahr 1933 und verstarb am 5. Mai 1934. Johanna flüchtete nach 1938 vor den Nationalsozialisten nach Holland (Bussum, Groot Hertoginnelaan 44). Das Haus in der Parkstraße 10 ging in das Eigentum der Familie Richard Fackeldey (Opekta) über. Am 12. September 1942 wurde sie in das Durchgangslager Westerbork deportiert. Zwei Tage später, am 14. September 1942 wurde Johanna Auerbach gemeinsam mit 901 anderen Häftlingen nach Auschwitz transportiert, wo sie am 16. September ankam. Am 17. September 1942 wurde sie vermutlich mit einem Großteil der Häftlinge des Transportes in Auschwitz ermordet. |
| Stolperstein für Ulrike Auerbach (Parkstraße 10).jpg | Hier wohnte Ulrike Auerbach (Jahrgang 1907) Flucht Holland Deportiert Bergen-Belsen Ermordet                                                                             | Parkstr. 10 (Standort)          | Der Stolperstein erinnert an Ulrike Auerbach, geboren am 13. August 1907 in Köln. Ulrike Auerbach war die Tochter von Johanna und Selmar Auerbach. Sie flüchtete zusammen mit ihrer Mutter nach 1938 nach Holland. Ebenso wie die Mutter wird sie am 12. September 1942 über Westerbork nach Auschwitz deportiert und vermutlich nach der Ankunft am 17. September 1942 ermordet. |
| Stolperstein für Maria Bing (Oberländer Ufer 208) | Hier wohnte Maria Bing (verh. Fittler), (Jahrgang 1908) Flucht 1936 Schweiz                                                                                              | Oberländer Ufer 208 (Standort)  | Der am 23. November 2017 verlegte Stolperstein erinnert an Maria Fittler (geb. Bing), geboren 1908 in Köln. Der Stolperstein für Moritz Bing und seine Familie wurde gestiftet von der Sektion Rheinland-Köln des Deutschen Alpenvereins. |
| Stolperstein für Dr. Moritz Bing (Oberländer Ufer 208) | Hier wohnte Dr. Moritz Bing (Jahrgang 1875) Berufsverbot 1938 Verhaftet Interniert Brauweiler 'Schutzhaft' 1938 Dachau Flucht 1938 Schweiz                               | Oberländer Ufer 208 (Standort)  | Der am 23. November 2017 verlegte Stolperstein erinnert an Moritz Bing, geboren am 23. März 1875 in Köln. Moritz Bing war der Sohn eines israelitischen Kaufmanns und studierte Rechtswissenschaften. Am 5. Juli 1897 bestand er sein Referendarsexamen in Köln und promovierte am 28. Oktober 1897 in Erlangen. Das Assessorexamen bestand er im September 1901 und wurde Gerichtsassessor. Am 21. April 1902 wurde Moritz Bing am Amts- und Landgericht Köln als Rechtsanwalt zugelassen. 1915 wurde Moritz Bing zum Kriegsdienst an der Westfront einberufen. Moritz Bing war in verschiedenen Sozietäten tätig und arbeitete zudem seit Ende der 1920er Jahre als Patentanwalt für den Kölner Kleidungshersteller Bierbaum-Proenen. Da der Inhaber Franz Proenen (Mitglied der NSDAP) an seinen jüdischen Mitarbeitern festhalten wollte, musste er sich später einem Parteiausschlussverfahren stellen. Moritz Bing war für Bierbaum-Proenen bis zu seiner Flucht 1938 tätig. Auf Grund des Verbotes von Sozietäten von jüdischen und arischen Rechtsanwälten schied Moritz Bing am 29. September 1933 aus seiner bisherigen Bürogemeinschaft aus und schloss sich mit Justizrat Albert Cahen II zusammen. Als ehemaliger Frontkämpfer konnte Moritz Bing seinen Beruf zunächst weiter ausüben. Im Rahmen der 5. Durchführungsverordnung zum Reichsbürgergesetz wurde ihm zum 30. November 1938 die Anwaltszulassung entzogen. Während der Novemberpogrome 1938 wurde er verhaftet und in das KZ Dachau verschleppt. Erst nachdem Moritz Bing seine Häuser Oberländer Ufer 208 und Kermeterstraße 3a verkauft hatte, wurde er wieder freigelassen. Moritz Bing flüchtete 1938 in die Schweiz. Laut Reichsanzeiger Nr. 143 wurde sein Vermögen am 23. Juni 1941 „als dem Reich verfallen“ erklärt. Moritz Bing starb am 13. November 1947 in Bern. Wiedergutmachungsansprüche seiner Erben auf Rückübertragung des Anwesens Oberländer Ufer 208 wurden später mit einer Vergleichszahlung von 35.000 DM für das im Kriege beschädigte Haus abgegolten. Das Grundstück Kermeterstraße 3a wurde den Erben rückübertragen und zu Wiedergutmachungsansprüchen bezüglich entzogener Vermögen, Wertpapieren und Schmuck wurden weitere Vergleiche geschlossen. Der Stolperstein für Moritz Bing und seine Familie wurde gestiftet von der Sektion Rheinland-Köln des Deutschen Alpenvereins. Moritz Bing war langjähriges Mitglied des Kölner Alpenvereins, unter anderem Darlehensgeber für den Bau des Kölner Hauses oberhalb von Serfaus in Tirol. Moritz Bing war bis zum 1. August 1937 das letzte Mitglied jüdischen Glaubens des Kölner Alpenvereins und bis zuletzt ein Verfechter gegen antisemitischen Tendenzen im Kölner Alpenverein. |
| Stolperstein für Dr. Susanne Bing (Oberländer Ufer 208) | Hier wohnte Dr. Susanne Bing (verh. Schmalenbach), (Jahrgang 1905) Flucht 1938 Schweiz                                                                                   | Oberländer Ufer 208 (Standort)  | Der am 23. November 2017 verlegte Stolperstein erinnert an Susanne Schmalenbach (geb. Bing), geboren am 11. November 1905 in Köln. Susanne Bing war die älteste Tochter des Rechtsanwaltes Moritz Bing und seiner Frau Alice. Die promovierte Literaturwissenschaftlerin floh 1938 mit ihrem Vater in die Schweiz. 1945 heiratete sie den aus Köln stammenden Kunsthistoriker Fritz Schmalenbach. Bis zu ihrem Tod im Jahr 1992 lebte sie in Lübeck. Der Stolperstein für Moritz Bing und seine Familie wurde gestiftet von der Sektion Rheinland-Köln des Deutschen Alpenvereins. |
| Stolperstein für Anna Johanna Blumenfeld (Robert-Heuser-Straße 3) | Hier wohnte Anna Johanna Blumenfeld, geb. Wallach (Jahrgang 1903) Deportiert 1942 Theresienstadt Für tot erklärt                                                         | Robert-Heuser-Str. 3 (Standort) | Der Stolperstein erinnert an Anna Johanna Blumenfeld, geboren am 20. Juli 1903 in Köln. Anna Johanna Blumenfeld war die Tochter des Kaufmanns Albert Wallach und die Ehefrau von Paul Blumenfeld. Das Haus der Familie Wallach-Blumenfeld in der Robert-Heuser-Str.3, errichtet 1909/10 von Joseph Brandt, wurde von den Eheleuten im Sommer 1941 an den Architekten Wilhelm Hüttenmeister verkauft. Der Familie Blumenfeld wurde 1942 eine Ausreise aus Deutschland verwehrt und die Familie wurde im Fort V Müngersdorf interniert. Nur mit Handgepäck wurden die Familie gemeinsam mit 444 Kölner Juden am 10. Juni 1942 in das Durchgangslager Bardenberg bei Aachen verschleppt. 230 von ihnen wurden am 14. Juni zurück nach Köln gebracht. Von dort aus wurde die Familie Blumenfeld am 15. Juni 1942, 3.50 Uhr mit einem Transport gemeinsam mit 1000 anderen Personen aus dem Raum Koblenz, Aachen, Köln und Düsseldorf mit unbekanntem Ziel Richtung Osten deportiert, wo sich ihre Spur verliert. Mit Wirkung vom 8. Mai 1945 wurde die Familie für tot erklärt. |
| Stolperstein für Paul Blumenfeld (Robert-Heuser-Straße 3) | Hier wohnte Paul Blumenfeld (Jahrgang 1892) Deportiert 1942 Theresienstadt Für tot erklärt                                                                               | Robert-Heuser-Str. 3 (Standort) | Der Stolperstein erinnert an Paul Blumenfeld, geboren 29. Juni 1892 in Essen. Paul Blumenfeld war ein jüdischer Rechtsanwalt und Notar. Nach seinem Studium arbeitete er zunächst in Essen und zog 1935 nach Köln. Seine Kanzlei befand sich in der Wörthstraße 17 und er wohnte in der Robert-Heuser-Straße 3. Paul Blumenfeld war verheiratet mit Anna Johanna Blumenfeld (geb. Wallach), einer Tochter des Kölner Kaufmanns Albert Wallach. Gemeinsam hatte das Ehepaar eine Tochter (Ursula Blumenfeld, geb. 1931). 1942 wurde der Familie eine Ausreise aus Deutschland verwehrt und die Familie wurde im Fort V Müngersdorf interniert. Am 15. Juni 1942 wurde die Familie mit unbekanntem Ziel in den Osten deportiert. Mit Wirkung vom 8. Mai 1945 wurde die Familie für tot erklärt. Die Schwester von Paul Blumenfeld, Anna Rosa Blumenfeld machte nach dem Krieg Rückerstattungsansprüche wegen des, nach der 11. Durchführungsverordnung zum Reichsbürgergesetz, verfallenem Vermögens der Familie geltend. |
| Stolperstein für Ursula Blumenfeld (Robert-Heuser-Straße 3) | Hier wohnte Ursula Blumenfeld (Jahrgang 1931) Deportiert 1942 Theresienstadt Für tot erklärt                                                                             | Robert-Heuser-Str. 3 (Standort) | Der Stolperstein erinnert an Ursula Blumenfeld, geboren am 12. August 1931 in Essen. Ursula Blumenfeld war die Tochter von Paul und Anna Johanna Blumenfeld. Die Familie Blumenfeld zog 1935 nach Köln in das Haus der Eltern von Anna Johanna Blumenfeld. Ursel besuchte den katholischen Kindergarten der Schwestern vom Heiligen Kreuz in der Schillerstraße. Aus dieser Zeit existiert auch eine fotografische Aufnahme von ihr. Der Familie wurde 1942 eine Ausreise aus Deutschland verwehrt und die Familie wurde im Fort V Müngersdorf interniert. Am 15. Juni 1942 wurde sie zusammen mit ihren Eltern mit unbekanntem Ziel in den Osten deportiert. Mit Wirkung vom 8. Mai 1945 wurde die Familie für tot erklärt. |
| Stolperstein für Julius Dannenbaum (Tiberiusstraße 14) | Hier wohnte Julius Dannenbaum (Jahrgang 1875) Deportiert 1945 Auschwitz Befreit Tot an den Folgen Katowice                                                               | Tiberiusstr. 14 (Standort)      | Der am 11. März 2015 verlegte Stolperstein erinnert an Julius Dannenbaum, geboren 1875. Julius Dannenbaum starb nach seiner Befreiung an den Folgen der Haft. |
| | Hier wohnte Helmut Goldberg (Jahrgang 1916) Flucht 1939 Brasilien | Bayenthalgürtel 30 (Standort)   | |
| | Hier wohnte Margarethe Betty Goldberg, geb. Philippstein (Jahrgang 1892) Flucht 1939 Brasilien                                                                           | Bayenthalgürtel 30 (Standort)   | |
| | Hier wohnte Rudolf Goldberg (Jahrgang 1914) Flucht Holland deportiert 1944 KZ Bergen-Belsen 'der verlorene Zug' befreit 23.4.1945 Tröbitz tot an den Folgen 4. Juni 1945 | Bayenthalgürtel 30 (Standort)   | |
| | Hier wohnte Sally 'Fritz' Goldberg (Jahrgang 1874) Flucht 1939 Brasilien tot 17. Aug. 1939                                                                               | Bayenthalgürtel 30 (Standort)   | |
| Stolperstein für Erika Renate Goldschmidt (Ahrweilerstraße 8) | Hier wohnte Erika Renate Goldschmidt (Jahrgang 1922) Flucht Holland Versteckt Überlebt                                                                                   | Ahrweilerstr. 8 (Standort)      | Der Stolperstein erinnert an Erika Renate Goldschmidt, geboren am 12. Februar 1922 in Köln. Erika Goldschmidt war die einzige Tochter von Hilde und Richard Goldschmidt. Zusammen mit ihren Eltern flüchtete sie 1937 nach Amsterdam. Sie überlebte den Holocaust und heiratete nach dem Krieg Julius Rosenstein. Sie verstarb am 10. Dezember 1969 in Amsterdam. |
| Stolperstein für Hilde Goldschmidt (Ahrweilerstraße 8) | Hier wohnte Hilde Goldschmidt, geb. Cohen (Jahrgang 1899) Flucht Holland Deportiert Bergen-Belsen Überlebt                                                               | Ahrweilerstr. 8 (Standort)      | Der Stolperstein erinnert an Hilde Goldschmidt (geb. Cohen), geboren am 20. Dezember 1899 in Bocholt. Hilde Goldschmidt war die Tochter des Textilfabrikanten Emil Cohen. Am 17. Februar 1921 heiratete sie den Kölner Juwelier E. Richard Goldschmidt. 1937 flüchtete die Familie nach Amsterdam. Am 4. April 1943 wurde sie in das KZ Herzogenbusch deportiert. Sie überlebte den Holocaust und starb am 10. Januar 1985 in Amsterdam. |
| Stolperstein für Ralph Richard Goldschmidt (Ahrweilerstraße 8) | Hier wohnte Ralph Richard Goldschmidt (Jahrgang 1894) Flucht Holland Deportiert Ermordet 1943 in Sobibor                                                                 | Ahrweilerstr. 8 (Standort)      | Der Stolperstein erinnert an Ralph Richard Goldschmidt, geboren am 4. März 1894. Ernst Richard Goldschmidt war der einzige Sohn des Hofjuweliers Bernhard Goldschmidt. Er hatte noch zwei ältere Schwestern (Alice, geb. 13. Dezember 1890 und Else 11. Dezember 1892). Die Firma Goldschmidt, ansässig am Domkloster 1, wurde vom Vater Bernhard und Onkel Joseph in Köln gegründet. 1928 wurde das neue Geschäftshaus, das "Goldschmidthaus" errichtet. Richard Goldstein flüchtete 1937 mit seiner Familie nach Amsterdam, in die Courbetstraat 27/II. Ende August 1939 folgte seine Schwester Else mit ins Exil. Nach der Flucht der Familie Goldschmidt wurde das Haus und Juweliergeschäft von Ewald Bräckerbohm übernommen (daher wird das Geschäftshaus Domkloster 1 auch als Haus Bräckerbohm bezeichnet). Im April 1943 wurde er verhaftet und ins Durchgangslager Westerbork deportiert. Am 4. Mai 1943 wurde er mit einem Transport von deutschen und holländischen Juden nach Sobibor transportiert, wo er am 7. Mai 1943 ankam. Hier verliert sich jede Spur von Richard Goldschmidt, vermutlich wurde er unmittelbar nach der Ankunft im Vernichtungslager Sobibor ermordet. |
| Stolperstein für Anneliese Gottschalk (Eugen-Langen-Straße 29) | Hier wohnte Anneliese Gottschalk (Jahrgang 1920) Deportiert ??? | Eugen-Langen-Str. 29 (Standort) | Der Stolperstein erinnert an Anneliese Gottschalk, geboren am 20. Oktober 1920 in Köln. Anneliese/Annelie Gottschalk nahm, nach der zweiten Eheschließung ihrer Mutter Alice 1929 mit dem Kunstmäzen und Rechtsanwalt Josef Haubrich, den Familiennamen Haubrich an. Anneliese Gottschalk besuchte die Kaiserin-Augusta-Schule. Aufgrund der sich verschärfenden Repressalien und der drohenden Verhaftung flüchtete Anneliese Haubrich 1943 über Wien nach Dänemark. Nach dem Krieg kehrte sie nach Köln zurück, studierte Medizin und promovierte 1952 an der Universität zu Köln über ein gynäkologisches Thema. Nach dem Tod des Stiefvaters vermachte sie 1963 als eine der Erben ein Teil der Kunstsammlung Haubrichs der Stadt Köln bzw. räumte der Stadt ein Vorkaufsrecht ein. |
| Stolperstein für Dr. Alice Gottschalk-Haubrich (Eugen-Langen-Straße 29) | Hier wohnte Dr. Alice Gottschalk-Haubrich, geb. Grabowski (Jahrgang 1892) Freitod 1944                                                                                   | Eugen-Langen-Str. 29 (Standort) | Der Stolperstein erinnert an Alice Haubrich-Gottschalk, geboren am 11. Januar 1892 in Konitz. Alice Haubrich-Gottschalk war die Tochter des Rabbiners Viktor Grabowski. Nach ihrer Schulausbildung in Wuppertal und Remscheid studierte sie Medizin in Bonn, München und Berlin und promovierte in Bonn über ein chirurgisches Thema. Nach der Promotion spezialisierte sie sich auf das Gebiet der Kinder- und Frauenheilkunde. Mit ihren ersten Mann, dem Zahnarzt Fritz Gottschalk führte sie eine Praxisgemeinschaft. 1920 wurde Tochter Anneliese geboren. Mitte der 1920er Jahre scheiterte die Ehe. Im Juli 1929 heiratete sie den Rechtsanwalt und Kunstmäzen Josef Haubrich. Nach der Machtergreifung der Nationalsozialisten wurde die jüdische Ärztin schikaniert und musste 1938 ihre Praxis aufgeben, auch ihr nichtjüdischer Ehemann wurde gezwungen, die Rechtsanwaltskanzlei in der Stadt aufzugeben. Die Tochter flüchtete 1943 ins Ausland. Alice Haubrich blieb an der Seite ihres Mannes in Köln. Als Alice Haubrich-Gottschalk im Februar 1944 von der Gestapo zur Deportation vorgeladen wurde, sah sie keinen anderen Ausweg als am 10. Februar 1944 Suizid zu begehen. |
| Bild gesucht Die Wikipedia wünscht sich an dieser Stelle ein Bild vom hier behandelten Ort. Weitere Infos zum Motiv findest du vielleicht auf der Diskussionsseite . Falls du dabei helfen möchtest, erklärt die Anleitung , wie das geht. BW | Hier wohnte Julius Pagener, (Jahrgang 1875) Flucht 1938 Palästina | Pferdmengesstr. 15 (Standort)   | Der am 12. April 2016 verlegte Stolperstein erinnert an Julius Pagener, geboren 1875. Die Eheleute Julius Pagener (1875–1975) und Martha Pagener geb. Weinberg (1888–1950) lebten gemeinsam mit ihren drei Kindern in der Goltsteinstraße 211 in Köln Marienburg. Julius Pagener war als Fabrikant tätig und unterhielt neben einer Kunsthonigfabrik im Kölner Süden weitere Immobilien und Grundstücke im Rheinland sowie Westfalen. Durch die zunehmend bedrohliche Lage sah sich die Familie im November 1938 zur Flucht nach Palästina gezwungen. In Folge an die Emigration der Familie wurden in zwei Auktionen der Hausrat sowie Kunstgegenstände durch das Finanzamt Köln-Süd und das Kölner Auktionshaus Franz A. Menna versteigert. Während bei der Versteigerung im Wohnhaus durch das Finanzamt vor allem Kleidung, Wohnmöbel und anderer Hausrat versteigert wurden, übernahm das Auktionshaus Menna die „Verwertung“ der Gemälde und Antiquitäten. In Zusammenarbeit mit Nachfahren der Familie wird seit 2024 die Verfolgungsgeschichte der Familie Pagener recherchiert und versucht, die verschollene Kunstsammlung sowie der Hausrat der Familie zu rekonstruieren, zu identifizieren und zu lokalisieren. Die Stolpersteine für die Familie wurden am 16. Juni 2025 verlegt. |
| Bild gesucht Die Wikipedia wünscht sich an dieser Stelle ein Bild vom hier behandelten Ort. Weitere Infos zum Motiv findest du vielleicht auf der Diskussionsseite . Falls du dabei helfen möchtest, erklärt die Anleitung , wie das geht. BW | Hier wohnte Martha Pagener, geb. Weinberg (Jahrgang 1888) Flucht 1938 Palästina                                                                                          | Pferdmengesstr. 15 (Standort)   | Der am 12. April 2016 verlegte Stolperstein erinnert an Martha Pagener, geboren 1886 |
| Bild gesucht Die Wikipedia wünscht sich an dieser Stelle ein Bild vom hier behandelten Ort. Weitere Infos zum Motiv findest du vielleicht auf der Diskussionsseite . Falls du dabei helfen möchtest, erklärt die Anleitung , wie das geht. BW | Hier wohnte Hans Werner Pagener (Jahrgang 1911) Flucht 1938 Palästina | Pferdmengesstr. 15 (Standort)   | Der Stolperstein erinnert an Hans Werner Pagener, geboren 1911. |
| Bild gesucht Die Wikipedia wünscht sich an dieser Stelle ein Bild vom hier behandelten Ort. Weitere Infos zum Motiv findest du vielleicht auf der Diskussionsseite . Falls du dabei helfen möchtest, erklärt die Anleitung , wie das geht. BW | Hier wohnte Erich Pagener (Jahrgang 1917) Flucht 1938 Palästina | Pferdmengesstr. 15 (Standort)   | Der Stolperstein erinnert an Erich Pagener, geboren 1917 |
| Bild gesucht Die Wikipedia wünscht sich an dieser Stelle ein Bild vom hier behandelten Ort. Weitere Infos zum Motiv findest du vielleicht auf der Diskussionsseite . Falls du dabei helfen möchtest, erklärt die Anleitung , wie das geht. BW | Hier wohnte Anneliese Pagener, verh. Epstein (Jahrgang 1922) Flucht 1938 Palästina                                                                                       | Pferdmengesstr. 15 (Standort)   | Der Stolperstein erinnert an Anneliese Pagener, geboren 1922 |
| Stolperstein für Karoline Plaut (Marienburger Straße 52) | Hier wohnte Karoline Plaut, geb. Rosenberg (Jahrgang 1886) Deportiert 1941 Riga Ermordet 1941                                                                            | Marienburger Str. 52 (Standort) | Der am 12. April 2016 verlegte Stolperstein erinnert an Karoline Plaut, geboren 1886. |
| Stolperstein für Nathan Plaut (Marienburger Straße 52) | Hier wohnte Nathan Plaut (Jahrgang 1887) Deportiert 1941 Ermordet in Riga                                                                                                | Marienburger Str. 52 (Standort) | Der am 12. April 2016 verlegte Stolperstein erinnert an Nathan Plaut, geboren 1887. |
| Stolperstein für Hans Rollmann (Pferdmengesstraße 25) | Hier wohnte Hans Rollmann (Jahrgang 1877) Flucht Frankreich Flucht in den Tod 25. Mai 1940 in Calais                                                                     | Pferdmengesstr. 25 (Standort)   | Der Stolperstein erinnert an Hans Rollmann, geboren am 10. August 1877 in Köln. Hans Rollmann war ein Kölner Schuhfabrikant. 1911 übernahm Rollmann die elterliche Schuhfabrik Rollmann & Mayer und gründete 1921 mit zwei Partnern die Schuhfabrik Romika. Hans Rollmann war seit 1909 mit Marie Hertz verheiratet, gemeinsam hatte das Ehepaar drei Söhne. Als Angehörige der jüdischen Religion wurden sie von den Nationalsozialisten diskriminiert, verfolgt und enteignet. 1935 zunächst nach Belgien geflohen, nach Einmarsch der Wehrmacht in Belgien, Flucht nach Frankreich. Das Ehepaar wählte nach Einmarsch der Wehrmacht in Frankreich am 25. Mai 1940 den Freitod. Die Söhne konnten in die USA emigrieren. Für Hans Rollmann wurde ein weiterer Stolperstein an seiner ehemaligen Schule dem Gymnasium Kreuzgasse verlegt. |
| Stolperstein für Marie Rollmann (Pferdmengesstraße 25) | Hier wohnte Marie Rollmann, geb. Hertz (Jahrgang 1889) Flucht Frankreich Flucht in den Tod 25. Mai 1940 in Calais                                                        | Pferdmengesstr. 25 (Standort)   | Der Stolperstein erinnert an Marie Rollmann, geboren am 8. Oktober 1889 in Köln. Marie Rollmann war die Ehefrau des Schuhfabrikanten Hans Rollmann. Das Ehepaar hatte drei Söhne. Als Angehörige der jüdischen Religion wurden sie von den Nationalsozialisten diskriminiert, verfolgt und enteignet. 1935 zunächst nach Belgien geflohen, nach Einmarsch der Wehrmacht in Belgien, Flucht nach Frankreich. Das Ehepaar wählte nach Einmarsch der Wehrmacht in Frankreich am 25. Mai 1940 den Freitod. Die Söhne konnten in die USA emigrieren. |
| Stolperstein für Alice Rosenberg (Marienburger Straße 52) | Hier wohnte Alice Rosenberg, geb. Kaufmann (Jahrgang 1902) Flucht 1938 Belgien, Norwegen Schweden                                                                        | Marienburger Str. 52 (Standort) | Der am 12. April 2016 verlegte Stolperstein erinnert an Alice Rosenberg, geboren 1902. |
| Stolperstein für Margit Rosenberg (Marienburger Straße 52) | Hier wohnte Margit Rosenberg, verh. Stenge (Jahrgang 1928) Flucht 1938 Belgien, Norwegen Schweden                                                                        | Marienburger Str. 52 (Standort) | Der am 12. April 2016 verlegte Stolperstein erinnert an Margit Rosenberg, geboren 1928. |
| Stolperstein für Markus Rosenberg (Marienburger Straße 52) | Hier wohnte Markus Rosenberg (Jahrgang 1890) Flucht 1938 Belgien, Norwegen Schweden                                                                                      | Marienburger Str. 52 (Standort) | Der am 12. April 2016 verlegte Stolperstein erinnert an Markus Rosenberg, geboren 1890. |
| | Hier wohnte Gisela Silberbach (Jahrgang 1922) Flucht 1938 England 1939 USA                                                                                               | Godesberger Straße 8 (Standort) | |
| | Hier wohnte Ingelore Silberbach (Jahrgang 1925) Flucht 1938 England 1939 USA                                                                                             | Godesberger Straße 8 (Standort) | |
| | Hier wohnte Margarethe Silberbach, geb. Silberbach (Jahrgang 1895) Flucht 1938 USA                                                                                       | Godesberger Straße 8 (Standort) | |
| | Hier wohnte Markus Paul Silberbach (Jahrgang 1895) Flucht 1938 USA | Godesberger Straße 8 (Standort) | |
| | Hier wohnte Sibilla Silberbach, geb. Herz (Jahrgang 1862) Flucht 1938 USA                                                                                                | Godesberger Straße 8 (Standort) | |
| Stolperstein für Alfred L. Tietz (Parkstraße 61) | Hier wohnte Dr. Alfred L. Tietz (Jahrgang 1883) Flucht 1933 Holland 1940 Palästina Tot 4. Juli 1941                                                                      | Parkstr. 61 (Standort)          | Der am 18. März 2019 verlegte Stolperstein erinnert an Dr. Alfred L. Tietz, geboren am 8. Juni 1883 in Stralsund. Alfred Leonhard Tietz war der älteste Sohn des jüdischen Kaufhausgründers Leonhard Tietz. Nach Abschluss der Ausbildung an der Handelsschule in Köln arbeitete Alfred Leonhard als Lehrling im Kaufhaus seines Vaters. Nach dem Tod seines Vaters übernahm Alfred Tietz 1914 den Kaufhauskonzern Leonard Tietz AG. Im Ersten Weltkrieg wurde Alfred Tietz zum Wehrdienst eingezogen. In den 1920er Jahren baute er das Unternehmen trotz wirtschaftlicher Schwierigkeiten zu einem der führenden Warenhauskonzerne in Deutschland auf. Alfred Tietz war Mitglied des Deutschen Industrie- und Handelstages und im Vorstand von zahlreichen karitativen Organisationen in Köln. Nach der Machtergreifung der Nationalsozialisten wurde Alfred Tietz aus dem Vorstand des Kaufhauskonzerns gedrängt, sein Unternehmen arisiert und in Kaufhof AG umbenannt. Er floh mit seiner Ehefrau Margarete aus Köln zunächst ins Saargebiet. 1934 emigrierte er nach Amsterdam. Unmittelbar vor dem Einmarsch der Wehrmacht nach Amsterdam floh er mit dem letzten auslaufenden Schiff nach Palästina, wo er am 4. August 1941 in Jerusalem starb. Die Verlegung des Stolpersteins wurde durch die Sektion Rheinland Köln des Deutschen Alpenvereins initiiert. |
| Stolperstein für Herta Gabriele Tietz (Parkstraße 61) | Hier wohnte Herta Gabriele Tietz, verh. Frenkel (Jahrgang 1915) Flucht 1933 Holland 1940 Palästina                                                                       | Parkstr. 61 (Standort)          | Der am 18. März 2019 verlegte Stolperstein erinnert an Herta Gabriele Tietz verh. Frenkel, geboren am 14. März 1915 in Köln. Herta Gabriele Tietz wurde in Köln als zweites Kind von Alfred und Margarete Tietz in Köln geboren. Gemeinsam mit ihren Eltern und ihrer Großmutter Flora Tietz flüchtete sie Ende März 1933 nach Amsterdam. Kurz vor dem Einmarsch der Wehrmacht nach Amsterdam gelang der Familie Tietz 1940 die Flucht nach Palästina. Hier studierte Herta Tietz Medizin. Im Frühjahr 1944 erhielt sie ihre Zulassung als Ärztin (DR.3476). Am 6. Mai 1946 heiratete sie den Mediziner Maurits Frenkel. Das Ehepaar hatte drei Kinder. Nach dem Zweiten Weltkrieg arbeitete Hertha Frenkel-Tietz in den Niederlanden als Allgemeinmedizinerin. Sie starb am 29. Juli 2011 in Bussum. |
| Stolperstein für Herta Gabriele Tietz (Parkstraße 61) | Hier wohnte Margarete Tietz, geb. Dzialoszynski (Jahrgang 1887) Flucht 1933 Holland 1940 Palästina                                                                       | Parkstr. 61 (Standort)          | Der am 18. März 2019 verlegte Stolperstein erinnert an Margarete Tietz geb. Dzialoszynski, geboren am 31. August 1887 in Berlin. Margarete Caecilie Tietz begann nach dem Abschluss der Höheren Töchterschule mit einer pädagogischen Ausbildung. Anschließend studierte sie Sozialarbeit in Berlin. Danach unterrichtete sie notleidende Kinder. 1909 heiratete sie den Kölner Kaufmann Alfred Leonhard Tietz. Auch in Köln engagierte sich Margarete Tietz im sozialen Bereich; u. a. im Verein für jüdische Krankenpflegerinnen, im Verband für Mütter- und Kinderrecht; während des Ersten Weltkrieges im Vaterländischen Frauenverein. In den 1920er Jahren gründete sie das Sommerlager für berufstätige Frauen und war Mitbegründerin des Kölner Familiendienstes sowie 1929 des Kölner GEDOK. Nach der Machtergreifung der Nationalsozialisten flüchtete Margerete Tietz mit ihrem Mann am 9. Juli 1933 aus Köln ins Saargebiet, anschließend 1934 nach Amsterdam. Bevor sie 1940 nach Palästina emigrierte, engagierte sie sich in Amsterdam in der Flüchtlingshilfe. Kurz nach der Ankunft in Jerusalem starb ihr Ehemann. 1948 siedelte sie in die Vereinigten Staaten über und kümmerte sich insbesondere um Flüchtlinge und Überlebende des Holocausts. In den 1960er Jahren gründete sie das Margaret Tietz Nursing & Rehabilitation Center, das bis heute ein Wohnstift und Pflegeheim beherbergt. Margarete Tietz starb am 26. Februar 1972 während einer Reise in London. |
| Stolperstein für Ulrich Albert L. Tietz (Parkstraße 61) | Hier wohnte Ulrich Albert L. Tietz (Jahrgang 1920) Flucht 1933 Holland 1940 Palästina                                                                                    | Parkstr. 61 (Standort)          | Der am 18. März 2019 verlegte Stolperstein erinnert an Ulrich Albert L. Tietz, geboren am 13. Februar 1920 in Köln. Ulrich Albert Leonard Tietz wurde in Köln als jüngstes Kind von Alfred und Margarete Tietz in Köln geboren. Nach der Machtergreifung der Nationalsozialisten musste Ulrich Tietz seine Schulausbildung in Köln unterbrechen. 1933 ging er zur Fortsetzung der Ausbildung zunächst in die Schweiz. 1934 folgte er seiner Familie nach Amsterdam. Bis 1938 lernte er an einer Textilfachschule. Von November 1938 bis Februar 1939 unterstützte er seine Mutter ehrenamtlich bei ihrer Arbeit beim Jewish Refugee Committee. Bis zur Flucht nach Palästina im März 1940 absolvierte er eine Lehre in einem Kaufhaus. In Jerusalem erhielt er zunächst eine Ausbildung in einer Textildruckfirma, in der er später Teilhaber wurde. 1943 ging er als Freiwilliger zur Royal Air Force. Nach dem Zweiten Weltkrieg arbeitete er als Angestellter in einem Import-Export-Geschäft. Gemeinsam mit seiner Mutter emigrierte er im Januar 1948 in die Vereinigten Staaten. Am 28. Mai 1949 heiratete er in Frankreich Esther Faerber. Er wurde zunächst bei der Associated Metals and Minerals Corp. angestellt. Später arbeitete er bei dieser Gesellschaft als Leiter der Finanzabteilung. In der Folgezeit bekleidete er zahlreiche Ämter, u. a. als Präsident des New Jersey Fellowship Fund for the Aged; Vizepräsident der American Federation of Jews of Central Europe, Vorstandsmitglied des Jewish Philanthropie Fund und des Leo Baeck Instituts, dem New York Found for Nursing Homes und dem Margaret Tietz Center for Nursing Care in New York. Ulrich Tietz ist am 6. November 2011 in einer Seniorenresidenz in New Rochelle verstorben. |
| Stolperstein für Wolfgang L. Tietz (Parkstraße 61) | Hier wohnte Wolfgang L. Tietz (Jahrgang 1913) Flucht 1933 England | Parkstr. 61 (Standort)          | Der am 18. März 2019 verlegte Stolperstein erinnert an Wolfgang L. Tietz, geboren 1913. Wolfgang Leonard Tietz wurde in Köln als ältestes Kind von Alfred und Margarete Tietz in Köln geboren. Nach dem Schulabschluss studierte Wolfgang Tietz in Köln. Unmittelbar nach der Machtergreifung der Nationalsozialisten flüchtete er nach Großbritannien. Nach der Emigration wechselte er seinen Namen. Als Leonard Deeds begann er im Kaufhauskonzern Marks & Spencer zu arbeiten. Später leitete er als Senior Manager die Export-Abteilung des Warenhauskonzerns. Gemeinsam mit seiner Frau, Marlys Deeds (geb. Levy) gehörte er zu den Gründungsmitgliedern und frühen Unterstützern von Amnesty International. |

## Quelle
- NS-Dokumentationszentrum - Stolpersteine | Erinnerungsmale für die Opfer des Nationalsozialismus (Stadtteilliste Marienburg)